# Indul a boksz
Az Indul a boksz a Moby Dick együttes hetedik lemeze. Az album a Magneoton-Warner kiadó gondozásában jelent meg 1996-ban. Az Indul a boksz a 14. helyig jutott a Mahasz Top 40-es lemezeladási listáján. A Zsibbad az agyam és a Na, mi van? dalokhoz készült videóklip. A lemezen szerepel az Aurora győri punkegyüttes Egy kis anarchia című dalának feldolgozása. A lemezborítót az ismert karikaturista, Tónió készítette.

## Az album dalai
| #   | Cím                                   | Szerző(k)                | Hossz |
| --- | ------------------------------------- | ------------------------ | ----- |
| 1.  | A politikus                           | Schmiedl Tamás           | 4:48  |
| 2.  | Ne provokálj!                         | Mentes Norbert, Schmiedl | 3:56  |
| 3.  | Nem érdekel, ki énekel                | Mentes, Pusztai Zoltán   | 4:11  |
| 4.  | Indul a boksz                         | Schmiedl, Pusztai        | 3:03  |
| 5.  | Zsibbad az agyam                      | Hoffer, Pusztai          | 3:39  |
| 6.  | Ki kell jutnom                        | Schmiedl                 | 3:18  |
| 7.  | Tiltakozz!                            | Schmiedl                 | 4:24  |
| 8.  | Nem erre vártam                       | Mentes, Pusztai          | 4:48  |
| 9.  | Péntek esti láz                       | Schmiedl                 | 3:40  |
| 10. | Lassú halál                           | Schmiedl, Pusztai        | 4:01  |
| 11. | Rossz bőrben                          | Schmiedl                 | 4:02  |
| 12. | Egy kis anarchia (Aurora-feldolgozás) | Vigi, Pusztai            | 2:29  |
| 13. | Na, mi van?                           | Hoffer, Pusztai          | 3:18  |

## Közreműködők
- Schmiedl Tamás – gitár, ének
- Mentes Norbert – gitár, szólógitár
- Gőbl Gábor – basszusgitár
- Hoffer Péter – dobok